# Victor Attinger
Victor Attinger est né le 7 juin 1856 à Neuchâtel et mort le 5 juin 1927 à Chaumont, en Suisse.

## Biographie
Issu d'une famille d'éditeurs neuchâtelois, il était lui-même un éditeur suisse d'importance. Les ouvrages les plus importants publiés sous sa direction sont le Dictionnaire géographique de la Suisse et le Dictionnaire historique et biographique de la Suisse. Après sa mort, les éditions Victor Attinger continuèrent leurs activités éditoriales.